# Takasu
Takasu (鷹栖町?) è una cittadina giapponese della prefettura di Hokkaidō.